# شگفت‌زده (ترانه پینک فلوید)
«شگفت‌زده» (به انگلیسی: Lost for words) ترانه‌ای از گروه پینک فلوید است. این ترانه را دیوید گیلمور، گیتاریست و خوانندهٔ اصلی گروه به همراه همسرش پالی سمسون در سال ۱۹۹۴ برای چهاردهمین آلبوم پینک‌فلوید به نام ناقوس جدایی نوشته‌است. «شگفت زده» دهمین ترانهٔ آلبوم است.

## در مورد ترانه
متن ترانهٔ «شگفت‌زده» بیشتر توسط پالی سمسون نوشته شده که می‌توان نیش و کنایهٔ گیلمور به عضو سابق گروه، راجر واترز را از آن برداشت کرد. یکی مانده به آخرین بیت ترانه، چهارمین باری است که از واژهٔ «فاک (به انگلیسی: Fuck) در اشعار پینک‌فلوید استفاده می‌شود. در واقع در تمام اشعار فلوید، این چهارمین باریست که از یک واژهٔ رکیک استفاده شده. از جمله ترانه‌های پینک‌فلوید که ناسزا دارد:
- آبنبات و یک کیک کشمشی: اوه، با من صحبت نکن - فقط سر به سرم بذار! *پ۱
- خوک‌ها (سه خوک جورواجور): تو گند زدی عجوزهٔ پیر! *پ۲
- جان، الان نه: گندش بزنن! *پ۳

## انتشار
ترانه در رادیو راک آمریکا، پس از تک‌آهنگ حرفتو ادامه بده در همان هفته‌ای منتشر شد که آلبوم منتشر شده بود.
ترانه در جدول تک‌آهنگ‌های کانادا به رتبهٔ ۵۳ رسید.
| منطقه        | تاریخ        | فرمت               | برچسب         | شماره کاتالوگ |
| ایالات متحده | ۲۶ مارس ۱۹۹۴ | ضبط تبلیغاتی (راک) | کلمبیا رکوردز | CSK 6228      |

| چارت ۱۹۹۴                      | بالاترین جایگاه |
| ترانه‌های آلبوم‌های راک، بیلبورد | ۲۱              |

## فهرست ترانه‌ها
| شماره | نام                               | سراینده       | آهنگساز       | مدت  |
| ----- | --------------------------------- | ------------- | ------------- | ---- |
| ۱.    | «شگفت‌زده (نسخهٔ تصحیح شده)»        | سمسون، گیلمور | گیلمور، سمسون | ۵:۱۴ |
| ۲.    | «شگفت‌زده (نسخهٔ اصلی، نسخهٔ آلبوم)» | سمسون، گیلمور | گیلمور، سمسون | ۵:۱۴ |

## شرکت‌کنندگان
- دیوید گیلمور - گیتار آکوستیک، گیتار الکتریک، گیتار بیس، خواننده
- ریچارد رایت - ساز کلیدی
- نیک میسون - درام
- جان کرین - ساز کلیدی و برنامه‌ریزی